# 가와구치 요시카즈

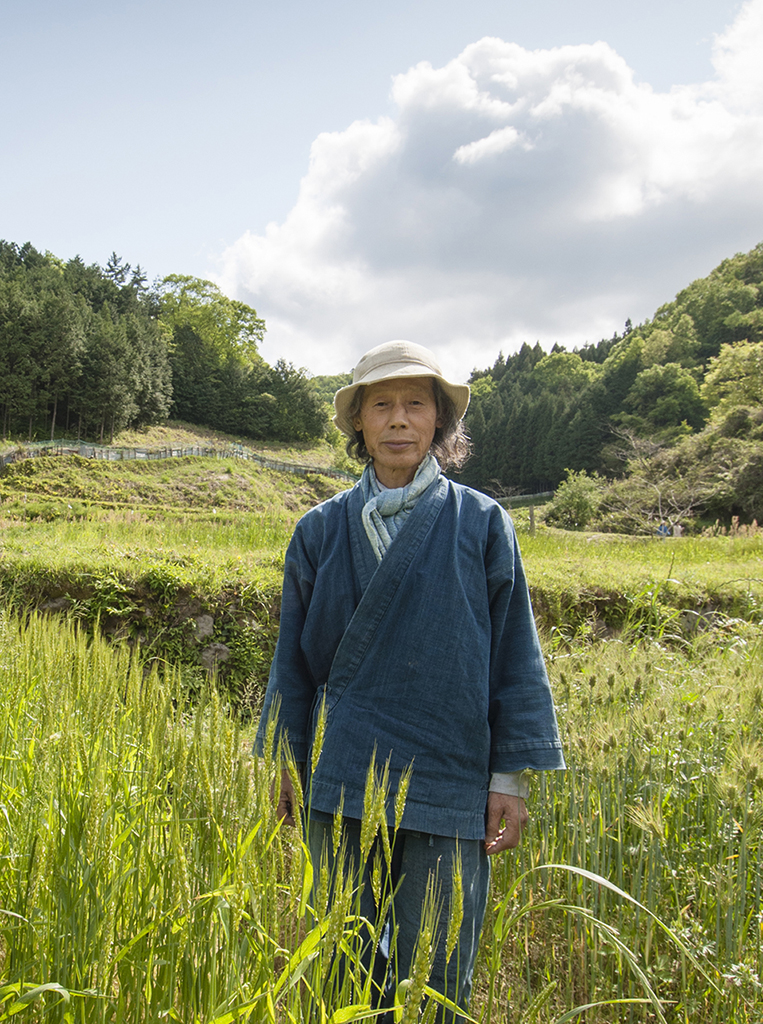
가와구치 요시카즈 (다큐 '자연농(Final Straw) 스틸컷')

가와구치 요시카즈(일본어: 川口由一, 1939년~)는 자연농의 대가이자 예술가이다. 나라 현 사쿠라이 시의 농가에서 장남으로 태어났다. 초등학교 6학년때 아버지를 여의고, 중학교 졸업과 동시에 전업농부가 되었다. 기존 방식대로 화학 비료와 농약, 기계를 쓰는 관행농업을 십여 년 넘게 이어가다가 심각한 건강 문제를 겪는다. 이후 농업으로 인한 환경오염에 대해 인지하고, 38세 되던 해부터 본격적인 자연농법을 시작하여 여러 시행착오를 거친다. 1991년 '아카메 자연농 학교'를 시작한 이후, 이곳을 거쳐간 학생들을 통해 일본 전역에 걸쳐 자연농 배움터가 마련되었다. 영화 "자연농업, 가와구치 요시카즈의 세계" , "자연농(Final Straw: Food, Earth, Happiness)" 출연 및 꾸준한 강연과 집필 활동을 통해 자연농법을 널리 알리고 있다.

## 대표 저서 및 관련 도서
- "신비한 밭에 서서"
- "자연농, 느림과 기다림의 철학" (공저)
- "불안과 경쟁 없는 이곳에서"

## 같이 보기
- 자연농법
  - 후쿠오카 마사노부
- 다큐 자연농(Final Straw: Food, Earth, Happiness) 자연의 지혜를 따르는 농부들의 이야기